# Louis Darmanin
Louis A. Darmanin (ur. 19 listopada 1908, zm. 16 lipca 1995) – maltański piłkarz wodny, olimpijczyk. 
W 1928 roku wystąpił wraz z drużyną na igrzyskach olimpijskich w Amsterdamie (były to jego jedyne igrzyska olimpijskie). Podczas tego turnieju zagrał w trzech spotkaniach. W 1/8 finału grał przeciwko reprezentacji Luksemburga (pierwsze spotkanie Malty na igrzyskach). Maltańczycy wygrali ten pojedynek 3–1. Dwa następne mecze Maltańczycy wysoko przegrali i nie zdobyli olimpijskich medali (odpowiednio: 0–16 z Francją i 0–10 ze Stanami Zjednoczonymi). Darmanin nie strzelił na tym turnieju żadnego gola.